# Autotransfusió
L'autotransfusió és la donació que el mateix pacient es realitza a si mateix abans d'una operació quirúrgica programada. En l'esport l'autotransfusió està prohibida i és coneguda com a dopatge sanguini. Moments abans d'un gran esforç i a gran altura, es fa una transfusió a l'atleta de la seva pròpia sang (que va ser extreta en diverses sessions anteriorment). D'aquesta manera augmenta el percentatge d'oxigen a la sang, cosa que produeix un millor rendiment dels músculs quan són sotmesos a grans esforços (com per exemple, curses de ciclisme de ruta, maratons, etc.).